# Lutogniewice
Lutogniewice (niem. Schönfeld) – wieś w Polsce położona w województwie dolnośląskim, w powiecie zgorzeleckim, w gminie Bogatynia.

## Położenie
Lutogniewice to niewielka wieś leżąca na Pogórzu Izerskim, na Wyniosłości Działoszyńskiej, w największym przewężeniu Obniżenia Żytawsko-Zgorzeleckiego, na wysokości około 280–310 m n.p.m.

## Podział administracyjny
Do 1945 roku należała do Niemiec. W latach 1975–1998 miejscowość administracyjnie należała do województwa jeleniogórskiego.